# Kung Fu Panda: Les potes del destí
Kung Fu Panda: Les potes del destí (originalment en anglès Kung Fu Panda: Paws of Destiny), és una sèrie d'animació per ordinador basada en les pel·lícules de DreamWorks, Kung Fu Panda. És la segona sèrie basada en el personatge, després de Kung Fu Panda: Llegendes increïbles, estrenada per Amazon Prime Video el 16 de novembre del 2018. A Catalunya la sèrie es va estrenar al Canal Super 3 el 23 de juny de 2022.

## Sinopsi
La sèrie segueix els esdeveniments ocorreguts a la pel·lícula Kung Fu Panda 3. El panda Po s'embarca en una nova aventura juntament amb quatre petits pandes (Nu Hai, Jing, Bao i Fan Tong), que han absorbit el txi d'antics guerrers del kung fu coneguts com Les Quatre Constel·lacions: el Drac Blau, el Fènix vermell, el Tigre Blanc i la Tortuga Negra.

## Llista d'episodis
| Núm. | Títol                                                                         | Dirigit per                    | Escrit per                | Data d'estrena         | Data d'estrena a Catalunya |
| ---- | ----------------------------------------------------------------------------- | ------------------------------ | ------------------------- | ---------------------- | -------------------------- |
| 1    | «Operació Mestre del Drac» «Enter the Dragon Master»                          | Lane Lueras                    | Elliott Owen              | 16 de novembre de 2018 | 23 de juny de 2022         |
| 2    | «El Drac Blau juga amb foc» «Blue Dragon Plays with Fire»                     | Lane Lueras                    | Elliott Owen              | 16 de novembre de 2018 | 27 de juny de 2022         |
| 3    | «L'Espasa del Fènix vermell» «Blade of the Red Phoenix»                       | Johnny Castuciano              | Elliott Owen              | 16 de novembre de 2018 | 28 de juny de 2022         |
| 4    | «L'intrús no vola recte» «The Intruder Flies a Crooked Path»                  | James Woottono                 | Michael Ryan              | 16 de novembre de 2018 | 29 de juny de 2022         |
| 5    | «Per un grapat d'herbes» «A Fistful of Herbs»                                 | Lane Lueras                    | Benjamin Lapides          | 16 de novembre de 2018 | 30 de juny de 2022         |
| 6    | «Verí al pinyol de la pruna» «Poison in the Pit of the Plum»                  | Johnny Castuciano              | Johanna Stein             | 16 de novembre de 2018 | 1 de juliol de 2022        |
| 7    | «Problemes greus al poble dels pandes» «Big Trouble in Panda Village»         | James Wootton                  | Elliott Owen              | 16 de novembre de 2018 | 4 de juliol de 2022        |
| 8    | «Secrets perduts en la foscor» «Secrets Lost to Shadow»                       | Mike Mullen                    | Mitch Watson              | 16 de novembre de 2018 | 5 de juliol de 2022        |
| 9    | «De la cova, al gel» «Out of the Cave and Onto Thin Ice»                      | Lane Lueras i Rhianna Williams | Benjamin Lapides          | 16 de novembre de 2018 | 6 de juliol de 2022        |
| 10   | «El retorn de les quatre constel·lacions» «Return of the Four Constellations» | Lane Lueras i James Wootton    | Nicole Belisle            | 16 de novembre de 2018 | 7 de juliol de 2022        |
| 11   | «El drac impiu torna a les muntanyes» «Return of the Four Constellations»     | Mike Mullen                    | Johanna Stein             | 16 de novembre de 2018 | 8 de juliol de 2022        |
| 12   | «Sacrifici als confins del temps» «Sacrifice at the Edge of Time»             | Rhianna Williams               | Mitch Watson              | 16 de novembre de 2018 | 11 de juliol de 2022       |
| 13   | «La fi del mestre del drac» «End of the Dragon Master»                        | James Wootton                  | Elliott Owen              | 16 de novembre de 2018 | 12 de juliol de 2022       |
| 14   | «Viatge cap a l'est» «Journey to the East»                                    | Mike Mullen                    | Benjamin Lapides          | 4 de juliol de 2019    | 13 de juliol de 2022       |
| 15   | «La maledicció del rei mico» «Curse of the Monkey King»                       | Rhianna Williams               | Johanna Stein             | 4 de juliol de 2019    | 14 de juliol de 2022       |
| 16   | «Joc de punys» «A Game of Fists»                                              | Lane Lueras                    | Lindsay Kerns             | 4 de juliol de 2019    | 15 de juliol de 2022       |
| 17   | «La bèstia de l'erm» «The Beast of the Wasteland»                             | Mike Mullen                    | Nicole Belisle            | 4 de juliol de 2019    | 18 de juliol de 2022       |
| 18   | «Perill a la ciutat prohibida» «Danger in the Forbidden City»                 | Rhianna Williams               | Mitch Watson              | 4 de juliol de 2019    | 19 de juliol de 2022       |
| 19   | «La(es) batalla(es) de la badia de Gongmen» «The Battle(s) of Gongmen Bay»    | Lane Lueras                    | Elliott Owen              | 4 de juliol de 2019    | 20 de juliol de 2022       |
| 20   | «Aldarulls a ciutat Gongmen» «Gongmen City Hustle»                            | Mike Mullen                    | Benjamin Lapides          | 4 de juliol de 2019    | 21 de juliol de 2022       |
| 21   | «La nit de la demoni dels ossos blancs» «Night of the White Bone Demon»       | Rhianna Williams               | Johanna Stein             | 4 de juliol de 2019    | 22 de juliol de 2022       |
| 22   | «L'emperadriu es desperta» «Rise of the Empress»                              | Tom Galvin                     | Lindsay Kerns             | 4 de juliol de 2019    | 25 de juliol de 2022       |
| 23   | «Un pont sobre lava turbulenta» «Bridge Over Troubled Lava»                   | Mike Mullen                    | Nicole Belisle            | 4 de juliol de 2019    | 26 de juliol de 2022       |
| 24   | «La casa dels pandes voladors» «House of Flying Pandas»                       | Rhianna Williams               | Bethany Armstrong Johnson | 4 de juliol de 2019    | 27 de juliol de 2022       |
| 25   | «La coronació de la deessa de ferro» «Coronation of the Iron Goddess»         | Tom Galvin                     | Mitch Watson              | 4 de juliol de 2019    | 28 de juliol de 2022       |
| 26   | «L'armadura invencible» «The Invincible Armor»                                | Mike Mullen                    | Elliott Owen              | 4 de juliol de 2019    | 29 de juliol de 2022       |